# Saxby Chambliss
Clarence Saxby Chambliss jr. (Warrenton (North Carolina), 10 november 1943) is een Amerikaans politicus van de Republikeinse Partij. Hij was senator voor Georgia van 2003 tot 2015, daarvoor was hij Afgevaardigde voor het 8e district van Georgia.

## Levensloop
In 1966 studeerde Chambliss af aan de University of Georgia en in 1968 aan de University of Tennessee. Hij werd afgekeurd vanwege een slechte knie om dienst te nemen in het leger tijdens de Vietnamoorlog. Nadat hij klaar was met school ging hij werken als advocaat.
Chambliss werd in 1994 gekozen in het Huis van Afgevaardigden als een van de nieuwe afgevaardigden die de Republikeinen eindelijk weer een meerderheid bezorgden in beide huizen. Chambliss kwam in opspraak toen hij kort na Terroristische aanslagen op 11 september 2001 zei dat ze “elke moslim zouden moeten arresteren die de staatsgrens oversteekt”. Later bood hij zijn excuses aan voor deze opmerking.
In 2002 werd Chambliss gekozen in de Senaat. Nationale veiligheid was het belangrijkste onderwerp van zijn campagne. Ook tijdens deze campagne raakte hij in opspraak, doordat in zijn televisiespotjes, gericht op zijn opponent, Vietnamveteraan Max Cleland, beelden van Osama bin Laden en Saddam Hoessein te zien waren. In de Senaat stond hij voornamelijk bekend als een conservatief qua stemgedrag.
- International Standard Name Identifier: 0000 0003 7435 5480
- Library of Congress Control Number: no2001083015
- Nationale Bibliotheek van Tsjechië: mzk2005282458
- SNAC: w6zq4xvn
- Biographical Directory of the United States Congress: C000286
- Virtual International Authority File: 84621289
- WorldCat: E39PBJfmtvkmP3xQXtw3dGCCwC